# Orca Engineering
Orca Engineering Ltd. war ein Unternehmen aus Liechtenstein, das eine Zeit lang Sportwagen herstellte.

## Unternehmensgeschichte
René Beck entwickelte während mehrerer Jahre einen Sportwagen. 1987 wurde das Unternehmen gegründet. Die Eintragung im Liechtensteiner Handelsregister erfolgte am 26. Februar 1987. Der Sitz war an der Feldkircherstrasse in Schaan. Eine Internetseite nennt dagegen 2004 als Gründungsjahr. Ralph Beck war Partner. Michel Zumbrunn wird in einem Prospekt als Inhaber von Fotorechten genannt.
2001 erhielt Beck die Strassenzulassung für ein Fahrzeug. 2003 wurde ein fahrbereites Fahrzeug auf dem Genfer Auto-Salon präsentiert. Im Frühjahr 2005 stellte das Unternehmen auf der Automobilausstellung in Genf erneut ein Fahrzeug aus.
Die Löschung des Unternehmens im Handelsregister erfolgte am 12. Juli 2005.
René Beck gründete einige Wochen vorher Orca Sports Cars in Breitenbach SO in der Schweiz und setzte dort die Produktion unter Beibehaltung des Markennamens Orca fort.

## Fahrzeuge
Das erste Modell Orca C 113 war ein Coupé. Der V8-Motor stammte ursprünglich von Audi und wurde von MTM – Motoren Technik Mayer überarbeitet. Er hatte zwei Turbolader. Die Motorleistung war mit 641 PS aus 4163 cm³ Hubraum angegeben. Andere Quellen geben 650 PS an. Produktionsstart sollte zunächst im Frühjahr 2004 und dann nach dem Genfer Auto-Salon 2005 sein.
Der Orca R 113 war ein Roadster auf gleicher Basis.
Der Orca SC 7 war noch stärker motorisiert. Sein Motor leistete je nach Quelle 800 PS oder 850 PS.

## Stückzahlen
Geplant waren jeweils 99 Fahrzeuge des C 113 und des R 113 sowie 7 des SC 7. In der Summe wären das 205 Fahrzeuge. In einem Prospekt des Herstellers zur Baureihe 113 steht wörtlich: 99 Autos limitiert, wobei unklar bleibt, ob sich diese Zahl auf jede einzelne der beiden genannten Karosseriebauformen bezog oder eine Summe darstellte. Eine weitere Quelle bestätigt, dass vom SC 7 sieben Fahrzeuge geplant waren.
Der C 113 entstand laut einer Quelle in wenigen Exemplaren, während vom SC 7 sieben Fahrzeuge gefertigt wurden. Eine andere Quelle gibt für 2003 die Produktion von einem Fahrzeug an. Eine neuere Quelle nennt für 2003 und 2004 jeweils ein produziertes Fahrzeug.